# Chevrolet Corsica
O Corsica é um modelo compacto da Chevrolet.